# Scyliorhinus haeckelii
Scyliorhinus haeckelii es una especie de peces de la familia Scyliorhinidae en el orden de los Carcharhiniformes.

## Morfología
• Los machos pueden llegar alcanzar los 60 cm de longitud total.

## Reproducción
Es ovíparo.

## Hábitat
Es un pez de mar que vive entre 37-402 m de profundidad.

## Distribución geográfica
Se encuentra al oeste de Venezuela, Surinam, Brasil y  Uruguay.